# Roche Chevrière
Roche Chevrière – szczyt w Alpach Graickich, części Alp Zachodnich. Leży we wschodniej Francji w regionie Owernia-Rodan-Alpy. Należy do masywu Vanoise. Szczyt można zdobyć ze schroniska Refuge du fond d'Aussois (2338 m). Należy do Parku Narodowego Vanoise.